# Kapeltoren

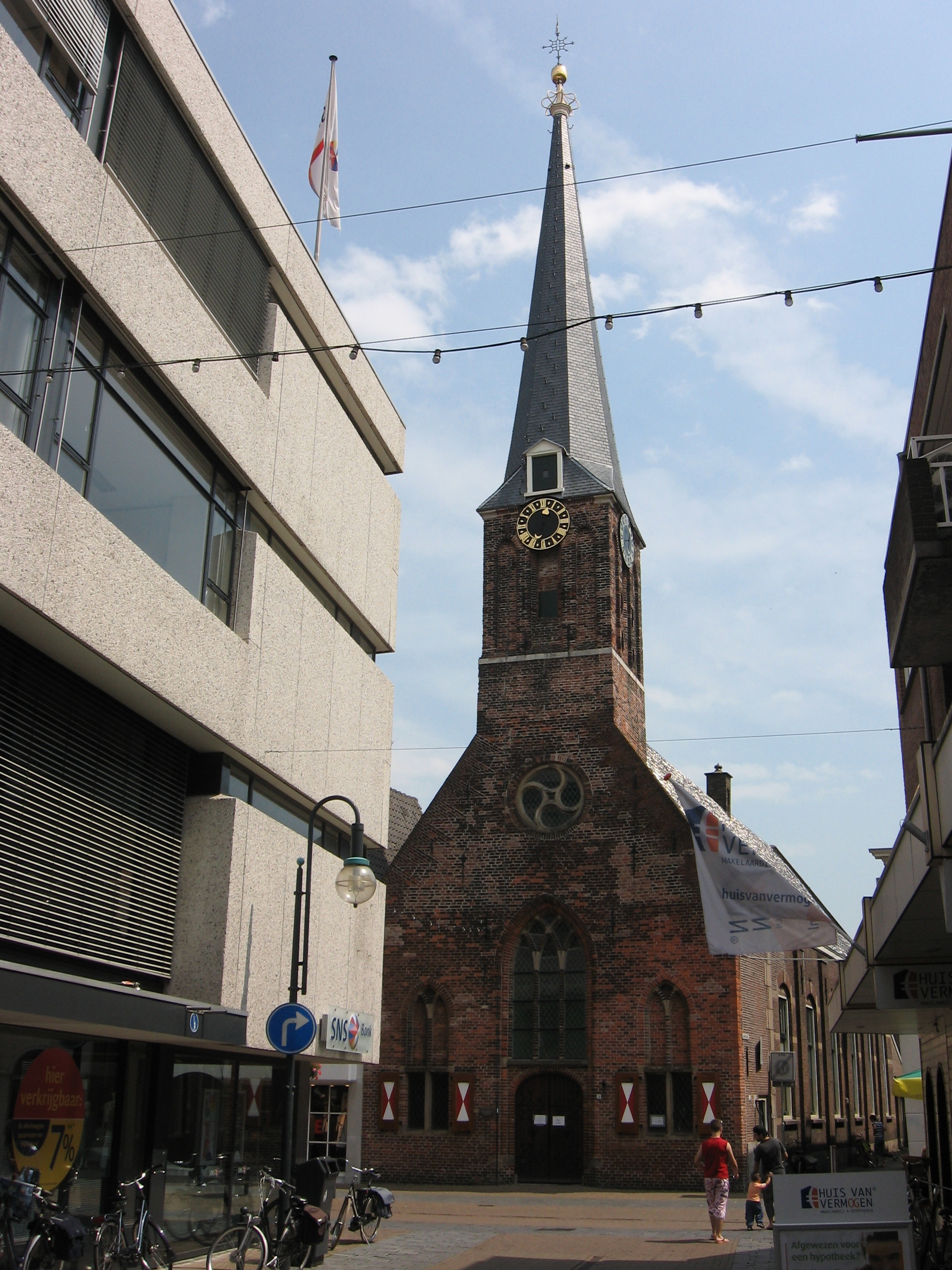
Kapeltoren aan de Arkelstraat

De Kapeltoren in Gorinchem, in de Nederlandse provincie Zuid-Holland, is een aangebouwde toren uit circa 1522. De toren werd gebouwd als toevoeging aan de toenmalige Heilige Geestkapel. In 1835 werd de kapel vervangen door een vleeshal, de kapeltoren bleef overeind.
Het gebouw is gedurende de eeuwen door verschillende religieuze stromingen gebruikt. De laatste keer was in 1987 toen de toren en het gebouw door de Vrije Evangelische Gemeente in gebruik werden genomen.
In 2000 vond er een restauratie plaats.